# الوراثة اللونية عند البدجريقة

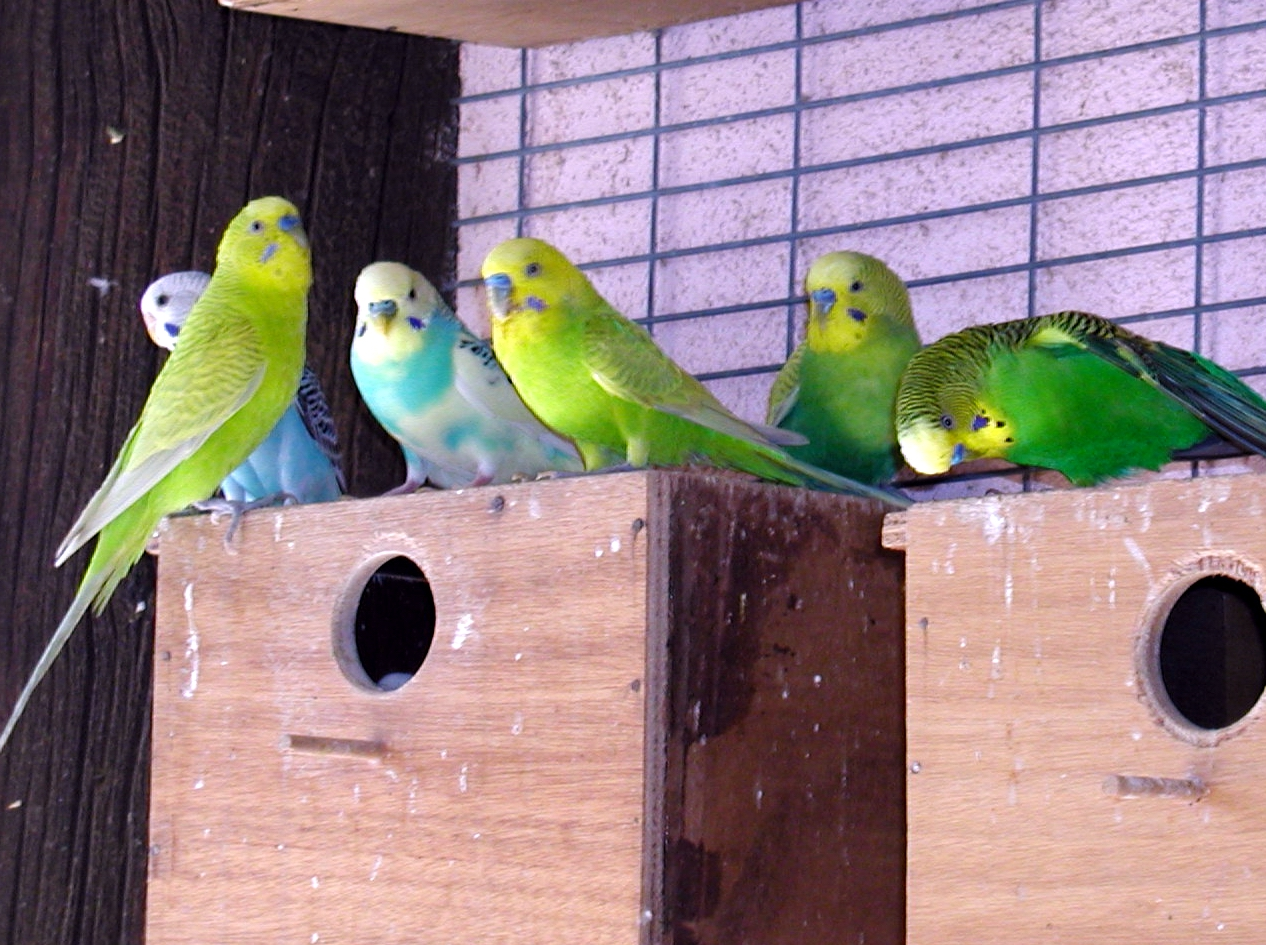
بدجريقات مُستأنسة ذات ألوان مُختلفة في إحدى القرى البيئيَّة في كيبوتس ريڤيڤم بالنقب.

تُعنَى دِراسة الوراثة اللونيَّة عند البدجريقة بوراثة الطفرات التي تتسببُ في ظُهورِ أنماطٍ لونيَّةٍ مُختلفةٍ لريش البدجريقة، المعروفة علميًا باسم  Melopsittacus undulatus، وبين العامَّة باسم البُدجَريقَة والطائر الطيِّب، وپاراكيت الأسقلوب، أو مُجرّد البادجي، وخطأً باسم عصافير الحب أو طيور الحب.

## خلفيَّة
البريُّ من هذه الطيور أخضر دائمًا، ولا يأتي بلونٍ آخر. تمتلك مُعظم أنواع الببغاوات بما فيها البدجريقة نوعٌ من الميلانين الأسود في ريشها، يُسمَّى باليوميلانين، بالإضافة إلى مُخضّب أصفر أساسي يُسمَّى «پيستاكوفلوڤين» أو «الپستاكين» اختصارًا. وبعض أنواع الببغاوات الأُخرى تُنتجُ مُخضّبًا ثالثًا يُعرف ياسم الپستاكين المتطوّر، وهو ما يصبغ ريشها بأنماطٍ لونيَّةٍ مُختلفة تتراوح من البُرتقالي والقرنفلي، إلى الوردي والأحمر. وعندما تُعرّض الطيور ريشها المُلّوَّن هذا إلى مصدر شعاعِ أبيض، مثل أشعة الشمس، فإنَّ القسم الأزرق من الطيف هو وحده ما تعكسه حُبيبات اليوميلانين، فيمرُّ هذا الضوؤ الأزرق المعكوس عبر طبقة المُخضب الصفراء مما يجعل الطائر يظهر باللون الأخضر الباهت، في حالة البدجريقة، أو أي ببغاءٍ آخر أخضر اللون.
إن الأنماط اللونيَّة المُختلفة عند الدرَّات، من شاكلة: المهقاء، والزرقاء، والقرفيّة، وناصعة الجناح، والسمراء بأشكالها المُختلفة، والرمادية، ورماديّة الجناح، والرمادية المُهيمنة، والوتينوية، والبنفسجيَّة، والزيتونيَّة، والأوپلانيَّة، وغيرها، إنما هي نتيجة طفرات حصلت في مورثاتٍ مُعينة، ويبلغُ عدد الطفرات الأساسيَّة الظاهرة عند هذا النوع من الببغاوات حوالي اثنين وثلاثين طَفرة على الأقل. ويُمكنُ لهذه الطفرات أن تتحد لتُشكّلَ مئات الطفرات الثانوية والاختلافات اللونيَّة، التي يُحتمل ألاّ تبقى مُستقرَّة على الدوام.
تبرزُ الطفرات عند الحيوانات المُستأنسة كما الحيوانات البريَّة كما هو معلوم، وقد أظهرت بضع درَّاتٍ أليفة صحة هذا الأمر عندما ظهرت لديها طفراتٍ لم تُشاهد من قبل إلا لدى الجمهرات البريَّة.

## تصنيف الطفرات

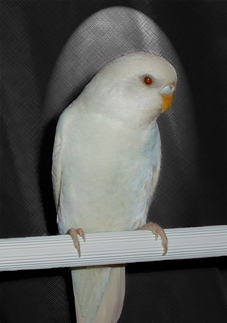
البدجريقة مهقاء معدومة اليوميلانين في ريشها وأنسجتها الحيوية، لاحظ كيف تظهر قوائمها وعيناها ورديَّة اللون كما هو حال كل الكائنات المُصابة بالمهق.

### المجموعات الأساسيَّة
تنتمي كُلُّ طفرةٍ من الطفرات الاثنان وثلاثون الأساسيَّة إلى إحدى المجموعات الأربعة للطفرات المعروف بروزها عند الببغاوات، وهي:
- المهقاء: حيث يكون اليوميلانين قليل النسبة بشكلٍ كبير في جميع الأنسجة الحيوية والبُنى الجسدية للطائر، أو يكون معدومًا بالمرَّة.
- المشعشعة: حيث يكون اليوميلانين ناقصٌ جزئيًا في الريش فقط.
- الابيضاضيَّة أو ضعيفة اللون: حيث يكون اليوميلانين معدومًا في جميع الريش أو بعض أقسامه دون الأخرى.
- الاسوداديَّة: حيث يكون اليوميلانين كثيفًا للغاية في الريش.

### الصفات السائدة
يرثُ الطائر إحدى هذه الطفرات عبر إحدى الصفات السائدة التالية: 
- الصبغية الجسمية ثنائيَّة الهيمنة (A-Co-D).
- الصبغية الجسميَّة كاملة الهيمنة (A-C-D).
- الصبغيَّة الجسميَّة ناقصة الهيمنة (A-I-D).
- الصبغيَّة الجسميَّة المنحسرة (A-R).
- الصبغيَّة الجسميَّة متعددة المورثات (A-P-G).
- الصَّبغيَّة الجسميَّة المنحسرة المُرتبطة بالجنس (S-L-R).

### جدول الطفرات الرئيسيَّة
| الطفرة                                     | الأسماء الشائعة والأنماط | نوع النمط    | رمز النوع البرّي | رمز الأليل    | الصفة السائدة                                                                                           |
| الداكنة                                    | الخضراء الداكنة، فضيَّة البياض - الكوبالتيَّة، الزيتونيَّة، والخبازيَّة - البنفسجيَّة الفاتحة | بنيوي        | D+              | D             | A-I-D                                                                                                   |
| الزرقاء من النمط الأول                     | السلسة الزرقاء | لوني         | b+              | b1            | A-Co-D مع أليلة b مركزيَّة أخرى، و A-R أخرى                                                               |
| الزرقاء من النمط الثاني                    | السلسلة الزرقاء | لوني         | b+              | b2            | A-Co-D مع أليلة b مركزيَّة أخرى، و A-R أخرى                                                               |
| زرقاء النمط الأول-زرقاء النمط الثاني       | صفراء الوجه من النمط الأول | لوني         | b+              | b1 / b2       | (طفرة أليليَّة مُغايرة تنتج عبر تهجين النمطين الأوَّل والثاني)                                               |
| صفراء الوجه                                | صفراء الوجه من النمط الثاني | لوني         | b+              | byf           | A-Co-D مع أليلة b مركزيَّة أخرى، و A-R أخرى                                                               |
| ذهبيَّة الوجه                                | ذهبيَّة الوجه | لوني         | b+              | bgf           | A-Co-D مع أليلة b مركزيَّة أخرى، و A-R أخرى                                                               |
| عرفيَّة العنصر (C-F)                         | عرفٌ دائري، عرفٌ شبه دائري، وقنزعة | بُنيَوي        | Cr+             | Cr            | A-P-G                                                                                                   |
| الرماديَّة الغالبة                           | (الإستراليَّة) رماديَّة ورماديَّة ضاربة للخضار | بنيويَّة       | G+              | G             | A-C-D                                                                                                   |
| الرماديَّة الإنگليزية                        | رماديَّة إنگليزية ورماديَّة ضاربة للخضار | بنيوي        | g+              | g             | A-I-D (نادرة أو مُندثرة)                                                                                 |
| الإنتراسيتية                               | إنتراسيتية | بنيوي        | An+             | An            | A-I-D (نادرة)                                                                                           |
| الرمادية المنحسرة والرمادية الضاربة للخضار | الرمادية المنحسرة الإسترالية الضاربة للخضار والرمادية | بنيوي        | rg+             | rg            | A-R (نادرة جدّا أو مُندثرة)                                                                               |
| الأردوازيَّة                                 | الأردوازيَّة (الرمادية الضاربة للزرقة) | بنيوي        | sl+             | sl            | S-L-R                                                                                                   |
| البنفسجيَّة                                  | البنفسجية المُخضرَّة، البنفسجيَّة المُزرقَّة (البنفسجيَّة السماويَّة)، البنفسجيَّة المخضرَّة (البنفسجيَّة المخضرة الصافية) والبنفسجيَّة المزرقَّة الصافية (البنفسجيَّة الصافية)، بنفسجيّة العروض، البنفسجيَّة الخبازيَّة (البنفسجيَّة الفاتحة) | بنيوي        | V+              | V             | A-I-D                                                                                                   |
| المميعة                                    | قاسية الخضار (مائعة الصفار) وقاسية الزُرقة (مائعة البياض) | لوني مُخفف    | dil+            | dils          | A-R |
| ناصعة الجناح                               | ناصعة الجناح الخضراء (المصفرّة) & ناصعة الجناح الزرقاء (بيضاء الجناح) | لوني مُخفف    | dil+            | dilcw         | A-Co-D مع أليلة dilgw A-D على أليلة dild، و A-R أخرى                                                    |
| رمادية الجناح                              | رمادية الجناح الخضراء ورمادية الجناح الزرقاء | لوني مُخفف    | dil+            | dilgw         | A-Co-D مع أليلة dilcw A-D على أليلة dild، و A-R أخرى                                                    |
| رمادية الجناح-صافية الجناح                 | رمادية الجناح كاملة الخضار ورمادية الجناح كاملة الزرقة | لوني مُخفف    | dil+            | dilcw / dilgw | (طفرة أليليَّة مُغايرة تنتج عبر تهجين أفراد صافية الجناح مع أخرى رمادية الجناح)                            |
| المبقعة الإسترالية                         | المبقعة اللامتحولة، المبقعة الدانيَّة، مهرجة النقش | إبيضاضي محلي | s+              | s             | A-R |
| المبقعة الإسترالية البقعاء                 | المُبقعة الإسترالية، المبقعة المخططة | إبيضاضي محلي | Pb+             | Pb            | A-C-D                                                                                                   |
| مبقعة قفا العنق                            | المبقعة البارزة عند الطيران | إبيضاضي محلي | Pi+             | Pi            | A-C-D                                                                                                   |
| واضحة التبقيع                              | سوداء العين البارزة | إبيضاضي كامل | Pi+ ; s+        | Pi / s        | A-Co-D صفراء ناصعة وطفرات بيضاء ناجمة عن مزج SF و/أو DF المبقعة البارزة عند الطيران مع المبقعة المنحسرة |
| اللَّماعة                                    | اللمَّاعة (للعروض / طفرة نمطيَّة) واللَّماعة البيضلء أو الصفراء الناصعة | إبيضاضي كامل | Sp+             | Sp            | A-I-D                                                                                                   |
| صافية الجسد غير المُرتبطة بالجنس            | صافية الجسد غير المرتبطة بالجنس | مهق كامل     | a+              | a*a           | A-R (شديدة الندرة أو مُندثرة)                                                                            |
| السمراء البرونزية                          | الألمانية السمراء | مهق ناقص     | a+              | abz           | A-R |
| البنية و/أو السبيدجيَّة                      | بنية الجناح | مهق ناقص     | b+              | b             | مزيجٌ مُحتمل بين A-Co-D مع أليلة a-مركزيَّة واحدة، وأخرى حصريَّة/غير حصريَّة من A-R (شديدة الندرة أو مندثرة)    |
| المتلاشية                                  | | مهق ناقص     | fd+             | fd            | A-R (شديدة الندرة)                                                                                      |
| السمراء الباهتة                            | السمراء الأسترالية | مهق ناقص     | pf+             | pf            | A-R |
| السمراء الرمليَّة                            | الإنگليزية السمراء | مهق ناقص     | df+             | df            | A-R |
| الاسكتلندية السمراء                        | الاسكتلندية السمراء | مهق ناقص     | pl+             | pl            | A-R |
| القرفيَّة                                    | القرفيَّة | مهق ناقص     | cin+            | cin           | S-L-R                                                                                                   |
| الإينوية                                   | المهقاء، الابيضاضيَّة | مهق كامل     | ino+            | ino           | S-L-R                                                                                                   |
| الإينوية القرفيَّة                           | شريطيّة الجناح | مهق ناقص     | cin+ ; ino+     | cin / ino     | S-L-R تهجين (بدرجة 3%) بين القرفي والإينوي                                                              |
| صافية الجسد المرتبطة بالجنس                | صافية الجسد التاكسسيّة | مهق جزئي     | ino+            | inocl         | SL-Co-D مع أليلة ino مركزية أخرى، و S-L-R أخرى                                                          |
| سوداء الوجه                                | | اسوداد       | bf+             | bf            | A-R |
| داكنة الجناح                               | | محوّر         | dw+             | dw            | A-Co-D (يمكن ملاحظتها فقط عند المزج مع أليلة dil- المركزية ومع رماديَّة الجناح)                           |
| صافية الجسد الغالبة                        | صافية الجسد الغالبة | صباغ مُبعثر   | Cl+             | Cl            | A-C-D                                                                                                   |
| الأوپلانيَّة                                 | الأوپلانيَّة | صباغ مُبعثر   | op+             | op            | S-L-R                                                                                                   |
| المسروجة                                   | | إبيضاض محلي  | sb+             | sb            | A-R (شديدة الندرة أو مُندثرة)                                                                            |

## التاريخ
كانت تربيّة البدجريقة وإكثارها في الأسر، سواء من قٍبل المُربين المُختصين أو الهواة، قد أصبحت شديدة الشيوع خلال العقود القليلة الأولى من القرن العشرين، وبالأخص الفترة المُمتدة بين الحربين العالميتين الأولى والثانية. وبناءً على هذا عمد المُربون إلى تزويج أفرادها انتقائيًا حتى أخرجوا منها ألوانًا عديدةً سببتها طفراتٌ كثيرة.

### الجدول الزمني
- 1870 - 75: سُجلت أولى الطفرات عند درَّات مفرخة في الأسر في مَطيرات مُخالفة في بريطانيا وأوروبا، ولم يبقَ منها حتى اليوم إلا الطفرة الخضراء القاسية المعروفة أيضًا بالصفراء المائعة، وقد تمكن مُربوا الطيور من إكثار هذه الطفرة حتى أصبحت شديدة الشيوع. وكانت طفرةٌ أخرى هي طفرة اللوتينو قد ظهرت خلال تلك الفترة ثم اندثرت، ثم أعادها المُربون مابين عاميّ 1931 و1933.
- 1878 - 85: ظهرت أوّل الطفرات الزرقاء السماوية في أوروبا القاريَّة بمدينة أوكل البلجيكيَّة على الأرجح. ومن المُثير للدهشة أن الطيور حاملة هذه الطفرة الشائعة لم تُستقدم إلى بريطانيا حتى عام 1910.
- 1915: ظهرت الطفرة الخضراء الداكنة الأحاديَّة (الخضراء الداكنة) في فرنسا، حيث أُخذت تُعرف باسم «الغاريَّة»، وهي العبارة الفرنسية المُستخدمة لوصف خضار أوراق الشجر.
- 1916: ظهرت الطفرة الخضراء الداكنة الثُنائيَّة (الزيتونيَّة) في فرنسا.
- 1918 - 28: ظهور الطفرة رماديَّة الجناح الخضراء والطفرة رماديَّة الجناح الزرقاء، على التوالي، في إنگلترا وأوروبا القارية.
- 1920:
  - ظهور الطفرة العرفيَّة في أستراليا.
  - ظهور الطفرة الزرقاء القاسية (البضاء المائعة) في كُلٍ من إنگلترا وفرنسا.
  - ظهور الطفرة الزرقاء الداكنة الأحاديَّة (فضيَّة البياض، أو الكوبالتيَّة) في فرنسا.
- 1921: ظهور الطفرة الزرقاء الداكنة الثُنائيَّة (الخبازيّة أو البنفسجيَّة الفاتحة) في فرنسا.
- 1930:
  - ظهور الطفرة البنفسجيّة المُخضرّة الأحاديّة في أستراليا (عُرفت حينها باسم الساتانيَّة الخضراء).
  - ظهور أوَّل طفرة خضراء ناصعة الجناح (صفراء الجناح)، على يد المُربي هـ. پيير في مدينة سيدني.
- 1931:
  - ظهور الطفرة القرفيَّة في إنگلترا، وأستراليا، وألمانية.
  - ظهور طفرة سمراء غير معروفة في كاليفورنيا، بالولايات المتحدة، وسرعان ما اندثرت.
  - ظهور الطفرة السمراء الألمانية في ألمانيا، التي تمَّ تصنيفها وتعريفها مؤخرًا باسم البرونزيَّة السمراء (أو البنيَّة السمراء).
  - ظهور طفرة أرجوانية العينين، شبيهة في هيئتها للطفرات السمراء، في إنگلترا. اختفت هذه الطفرة أو استحالت شديدة الندرة. Thisيُرجّح أن هذه الطفرة كانت ضمن الطفرات بُنيَّة الجناح، وهي أندر الطفرات المعروفة عند هذه الطيور.
  - ظهور أوّل الدرّات المهقاء في إنگلترا وأوروبا القاريَّة.
- 1932:
  - ظهور عدد من الطفرات السمراء في إنگلترا أصبحت تُعرف بالطفرات السمراء الإنگليزية.عُرفت هذه الطفرات في أستراليا باسم الطفرات السمراء الرمليَّة أو السمراء الرماديّة الضاربة للبني (السمراء الأسترالية). وعُرفت في جنوب أفريقيا باسم السمراء البنيَّة الباهتة، ويظهر أنه لا توجد مراجع موثوقة تُفيد بوجود الطفرة سالفة الذكر.
  - ظهور الطفرة المُبقعة المُنحسرة اللامتحولة (المعروفة باسم مُهرجة التبقيع الدنماركيّة) في الدنمارك.
  - ظهور الطفرة الأسترالية المبقعة (المعروفة باسم المخططة) في أستراليا.
- 1933:
  - ظهور الطفرة الخضراء ناصعة الجناح (المعروفة باسم صفراء الجناح) والمورثة الرمادية الغالبة في أستراليا.
  - ظهور المورثة اللوتينوية في إنگلترا وأوروبا القارية.
  - ظهور ثلاثة طفرات أوپلانيَّة. أُسرت أنثى أوپلانيّة بريَّة في أستراليا وبيعت إلى س. تيريل في مدينة أديليد.وفي فترةٍ لاحقة تناسلت مع ذكر مستأنس ويُحتمل أنها تُشكل أصل جميع الدرّات الأوپلانيَّة في أستراليا حاليًا. كذلك ظهرت فجأة طفرتان أوپلانيتان في كل من إنگلترا وهولندا.
- 1934: ظهور المورثة الرماديّة المُنحسرة في إنگلترا.
- 1935: ظهور عدد من الطفرات الزرقاء صفراء الوجه والزرقاء ذهبية الوجه في عدَّة مواقع حول العالم.
- 1939 - 46: ظهور الطفرة الناصعة البارزة عند الطيران في بلجيكا.
- 1948:
  - ظهور الطفرة ناصعة الجسد التاكسسيَّة في الولايات المتحدة.
  - ظهور الطفرة ناصعة الجسد السائدة في الولايات المتحدة.
  - ظهور أوَّل طفرة قرفيَّة إينويّة (المعروفة باسم شريطيَّة الجناح) في أستراليا.
  - ظهور الطفرة داكنة العينان في بلجيكا بعد تزويج طيور دنماركيَّة مُبقعة وأخرى صاحبة الطفرة الناصعة البارزة عند الطيران.
- 1970 - 74: ظهور الطفرتين الأحاديَّة والثنائيّة اللمَّاعة في أستراليا.
- 1975: ظهور الطفرة المسروجة في أستراليا.
- 1992: ظهور الطفرة سوداء الوجه في هولندا.

### مُلاحظات
يُحتمل أنَّ الطفرات رمادية الجناح الأولى هي التي تتحدر منها جميع رماديَّات الجناح الحاليَّة، كذلك يُحتمل أنَّ الطفرة دخلت طور السكون حتى ظهرت مُجددًا مابين عاميّ 1918 و1925. أمَّا الطفرات الزرقاء رمادية الجناح فظهرت لاحقًا سنة 1928.
يُحتملُ أيضًا أن تكون جميع الطفرات قاسيَة الألوان الباقية مُتحدرة من الطيور المُتحوّلة الأسيرة الأولى، مما يَعني أن الطفرة اللونية القاسية هي أقدم الطفرات ظهورًا عند الدُرَّات المُستأنسة.

## كتب
- Martin، Terry (2002). A Guide To Colour Mutations and Genetics in Parrots. ABK Publications. {{استشهاد بكتاب}}: الوسيط غير المعروف |الرقم المعياري= تم تجاهله يقترح استخدام |ردمك= (مساعدة)
- Hayward، Jim (1992). The Manual of Colour Breeding. The Aviculturist Publications. {{استشهاد بكتاب}}: الوسيط غير المعروف |الرقم المعياري= تم تجاهله يقترح استخدام |ردمك= (مساعدة)

## وصلات خارجية
- دراسة مورثات البدجريقة لِمارتن راسك.
- مجموعة أبحاث MUTAVI المختصة بتقديم المشورة لطفرات البدجريقة.
- المورثات اللونيّة عند البدجريقة وغيرها من الببغاوات، من تأليف كليڤ هسفورد.
- دليل ألوان وطفرات البدجريقة
- المعايير اللونية العالمية للبدجريقة.
- صفحة مورثات المَطير الأستراليَّة.
- مقالات عن مورثات البدجريقة.
- مستكشف مورثات البدجريقة.